# کتلین هیکس
کَتلین هالند هیکس  (به انگلیسی: Kathleen Holland Hicks؛ زادهٔ ۲۵ سپتامبر ۱۹۷۰ در فیرفیلد)  یک مقام دولتی آمریکایی است که در حال حاضر از ۹ فوریه ۲۰۲۱ به عنوان قائم‌مقام وزارت دفاع ایالات متحده آمریکا خدمت می‌کند. او نخستین زن تاییدشدهٔ سنا در این نقش است. هیکس پیشتر به عنوان معاون وزیر دفاع در امور سیاست در دولت اوباما خدمت می‌کرد. هیکس تا سال ۲۰۲۰ یک مشاور دانشگاهی و امنیت ملی آمریکایی بود که به عنوان معاون ارشد رئیس‌جمهور و مدیر برنامه امنیت بین‌المللی در مرکز مطالعات استراتژیک و بین‌المللی کار می‌کرد. او بالارتبه‌ترین زنی است که در حال حاضر در وزارت دفاع ایالات متحده آمریکا خدمت می‌کند.
هیکس در سال ۱۹۹۱ مدرک ای‌بی را از کالج مانت هولیوکی را در رشته تاریخ و سیاست گذراند. وی با افتخار مگنا کوم لود و   Phi Beta Kappa فارغ التحصیل شد. در سال ۱۹۹۳، وی موفق به کسب ام پی ایدر مطالعات امنیت ملی از دانشگاه مریلند ، کالج پارک شد. هیکس دکترای خود در علوم سیاسی را در انستیتوی فناوری ماساچوست در سال ۲۰۱۰ به پایان رساند. عنوان پایان‌نامه وی با عنوان عوامل تغییر: چه کسی رهبران و چرا در اجرای سیاست امنیت ملی ایالات متحده است. چارلز استوارت سوم استاد راهنمای دکترای هیکس بود.

## آثار برگزیده
- - Hicks, Kathleen; Ridge, Eric (2007). Planning for Stability Operations: The Use of Capabilities-based Approaches (به انگلیسی). Center for Strategic and International Studies. ISBN 978-0-89206-515-8.
  - Hicks, Kathleen H. (2008). Invigorating Defense Department Governance: A Beyond Goldwater-Nichols, Phase 4, Report (به انگلیسی). Center for Strategic and International Studies. ISBN 978-0-89206-528-8.
  - Hicks, Kathleen H.; Wormuth, Christine E.; Ridge, Eric (2009). The Future of U.S. Civil Affairs Forces (به انگلیسی). Center for Strategic and International Studies. ISBN 978-0-89206-568-4.
  - Alterman, Jon B.; Hicks, Kathleen H. (2015). Federated Defense in the Middle East (به انگلیسی). Rowman & Littlefield. ISBN 978-1-4422-5881-5.
  - Hicks, Kathleen H.; Metrick, Andrew; Samp, Lisa Sawyer; Weinberger, Kathleen (2016-08-02). Undersea Warfare in Northern Europe (به انگلیسی). Rowman & Littlefield. ISBN 978-1-4422-5968-3.
  - Hicks, Kathleen H.; Samp, Lisa Sawyer (2017). Recalibrating U.S. Strategy toward Russia: A New Time for Choosing (به انگلیسی). Rowman & Littlefield. ISBN 978-1-4422-8006-9.
  - Hicks, Kathleen H.; Lauter, Louis; McElhinny, Colin (2018). Beyond the Water's Edge: Measuring the Internationalism of Congress (به انگلیسی). Rowman & Littlefield. ISBN 978-1-4422-8088-5.